# Szeizmológia
A szeizmológia a geológia és geofizika (főleg az utóbbi) résztudománya, a földrengések megfigyelésével, tanulmányozásával, leírásával és rendszerezésével foglalkozik. Magyarul néha földrengéstannak nevezik, ez a magyar név azonban a szeizmika tudományával együtt kezeli a fogalmat. A szeizmikától abban különbözik, hogy kizárólag a természetes eredetű földmozgásokkal foglalkozik, mesterséges rengést nem idéz elő a megfigyelésekhez. A szeizmológia nem csak a rengéshullámok által hordozott, a Föld belső szerkezetére vonatkozó információkat gyűjti, hanem a földrengések okait is vizsgálja. Általában a tektonikus eredet kérdését, mivel a legnagyobb energiafelhalmozódás a tektonikai mozgások során történik és a földrengések döntő többsége tektonikus eredetű.
A szeizmológia – részben a műszaki földtan általános adataira, részben a saját megfigyeléseire támaszkodva – meghatározza a földrengés létrejöttéhez szükséges erők mértékét, a kipattanás feltételeit adott kőzettípusokban. A rengéshullámok terjedéséből következtetéseket von le a mélybeli folyamatokról. A szeizmológia mindezen információkat felhasználva előrejelzéssel is foglalkozik, bár az ezen a téren eddig elért eredmények nem nevezhetők nagynak.
A szeizmológia a törési zónát – ahonnan a földrengés ered – pontszerűnek tekinti és hipocentrumnak, fészeknek vagy fókusznak nevezi. Jele: H. A hipocentrum földfelszínre vetített helyzete az epicentrum, jele E. A fészekmélység (h) az epi- és hipocentrum közti távolság. Alapfogalom még az epicentrális távolság (Δ), amely a hipocentrum és az észlelés helyének szögtávolsága.

## Tudománytörténete
A szeizmológia tudományának születése konkrét személyhez és dátumhoz köthető: Ernst Rebeur-Paschwitz 1889-ben a földfelszín árapály hatására bekövetkező deformálódását akarta vizsgálni. Április 17-én a műszerein szokatlan jelek jelentek meg, amelyek – mint később megtudta – egy tokiói földrengés hatására keletkeztek. Ez volt az első alkalom, hogy bizonyítékot nyertek a nagyobb földrengések globális hatására és vizsgálhatóságára. Rebeur-Paschwitz már 1895-ben javaslatot tett egy globális megfigyelőhálózat felállítására.

## Szeizmológia Magyarországon
A magyar szeizmológiai kutatás túlnyomórészt az MTA Geodéziai és Geofizikai Kutatóintézetének Szeizmológiai Főosztályán zajlik. Az 1905-től működő Földrengési Obszervatórium (vezetői Kövesligethy Radó és Simon Béla) 1937 és 1970 között Országos Földrengésvizsgáló Intézet néven működött. A második világháború előtti időszak jeles szeizmológusa volt még Szirtes Zsigmond.